# John Grosman
Johannes (John) Grosman (Delft, 2 februari 1916 – Zwolle, 25 augustus 1970) was een Nederlandse beeldhouwer, schilder en tekenaar.

## Leven en werk
Grosman werd geboren in Delft, maar verhuisde met zijn familie al snel naar Arnhem. Hij studeerde aan de Rijksakademie van beeldende kunsten in Amsterdam en bij Gijs Jacobs van den Hof aan de kunstacademie, het Genootschap Kunstoefening, in Arnhem. Hij was van 1936 tot 1939 assistent van de beeldhouwers Frits van Hall, Mari Andriessen en Johan Polet in Amsterdam. In 1953 kreeg hij de cultuurprijs van de stad Arnhem en hij exposeerde zijn werk tijdens de Sonsbeekexposities van 1949, 1952, 1955, 1958 en 1966. Hij was docent aan Kunstoefening en had samen met zijn broer Dirk Grosman in 1946 een professionele bronsgieterij gesticht in Arnhem. Hij perfectioneerde de cire perdue-methode.
In 1955 verhuisde hij naar Amsterdam, waar hij eerst aan de Groenburgwal en later aan de Zomerdijkstraat woonde. Hij had contact met de kunstenaars Jan Wolkers en Jaap Wagemaker en bezocht het atelier van Wessel Couzijn regelmatig. Hij exposeerde met de Nederlandse Kring van Beeldhouwers en de Liga Nieuw Beelden. Met onder andere Frans de Boo, Guillaume Lo A Njoe, Karl Pelgrom, Ad Molendijk, Jan Sierhuis, Pierre van Soest, Aat Verhoog en Leo de Vries was hij lid van de Amsterdamse kunstenaarsgroep Groep Scorpio.
Grosman kwam op 25 augustus 1970 door een auto-ongeluk om het leven.

## Werken (selectie)
- Oorlogsmonument (1950), Molenstraat, Boven-Leeuwen
- Oorlogsmonument (1950), Brummen
- Oorlogsmonument (1951), Wethouder E. van Dronkelaarplein, Almelo
- Monument voor de gevallenen (1951), Stationsplein, Veenendaal
- Treurende moeder en kind (1952), Nieuweweg, Mariënberg
- De herdenking (1953), Arnhemsestraatweg, De Steeg
- Hanen (1953/54), Gele Rijdersplein, Arnhem (in de jaren 1970 verwijderd)
- Gebeeldhouwde friezen (1954), Rembrandt-theater, Velperplein, Arnhem
- Sculptuur en reliëfs (1955), Provinciehuis, Arnhem
- Reliëfs van Calypso en Odysseus (1955), zaal Calypso Bioscoop, Amsterdam
- Vis (1955)
- Oorlogsmonument (1956), Dorpsplein, Hedel
- Groei en Stuwkracht (1959)[2], Arkelsedijk, Gorinchem

## Fotogalerij

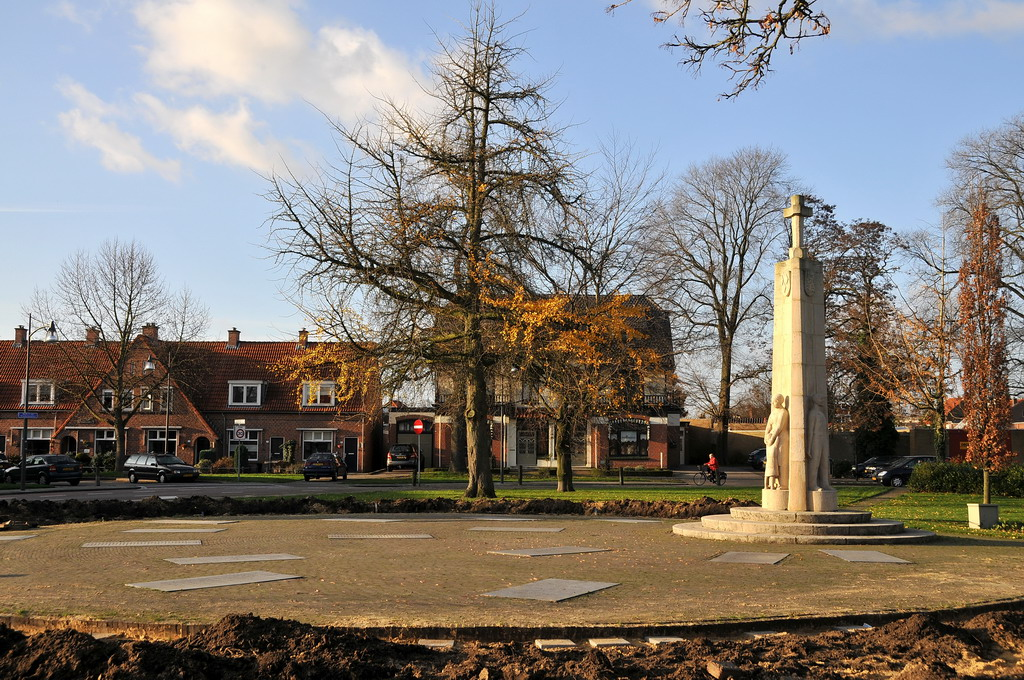
Oorlogsmonument (1951), Almelo
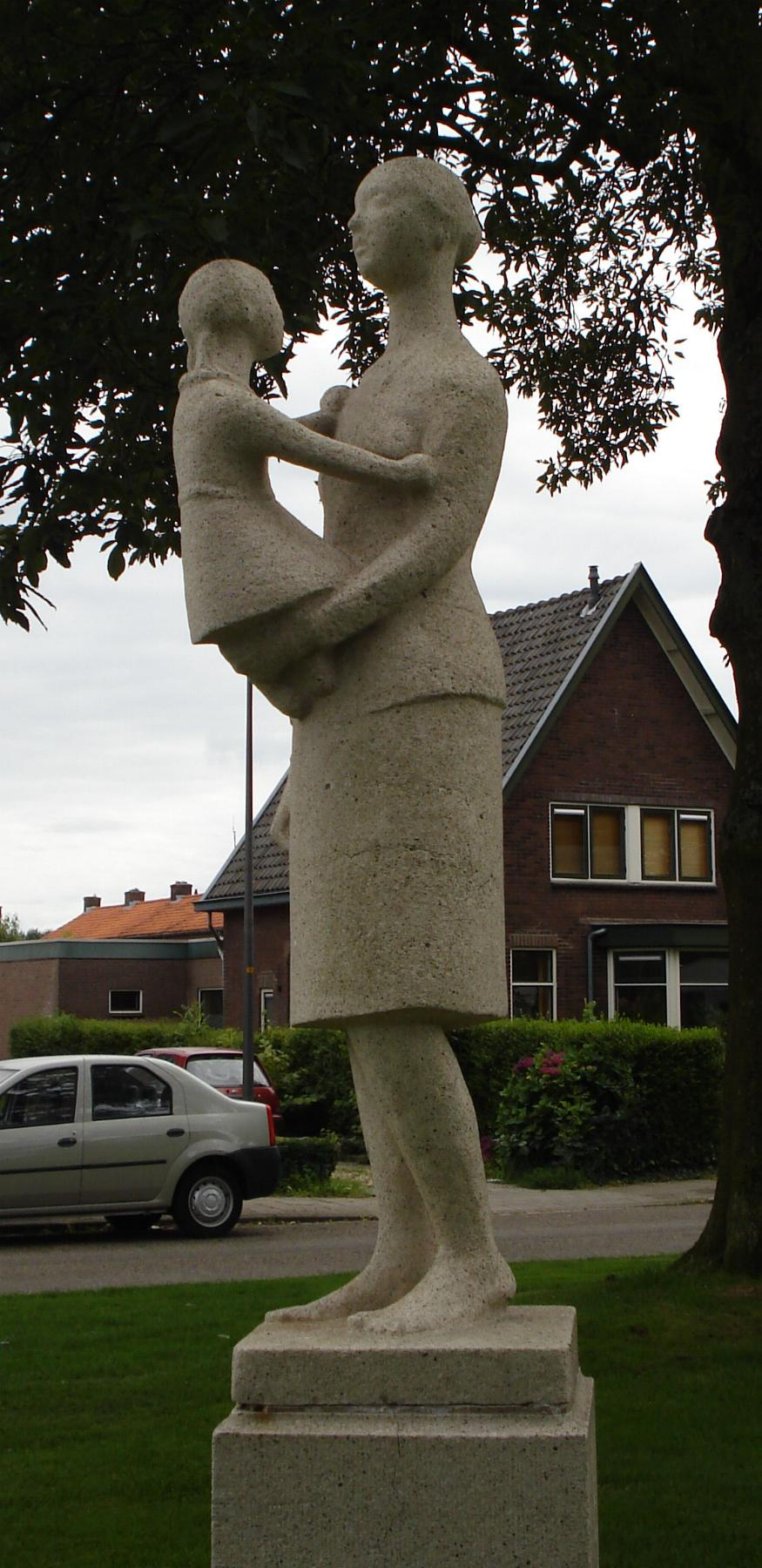
Oorlogsmonument (1953), Rheden
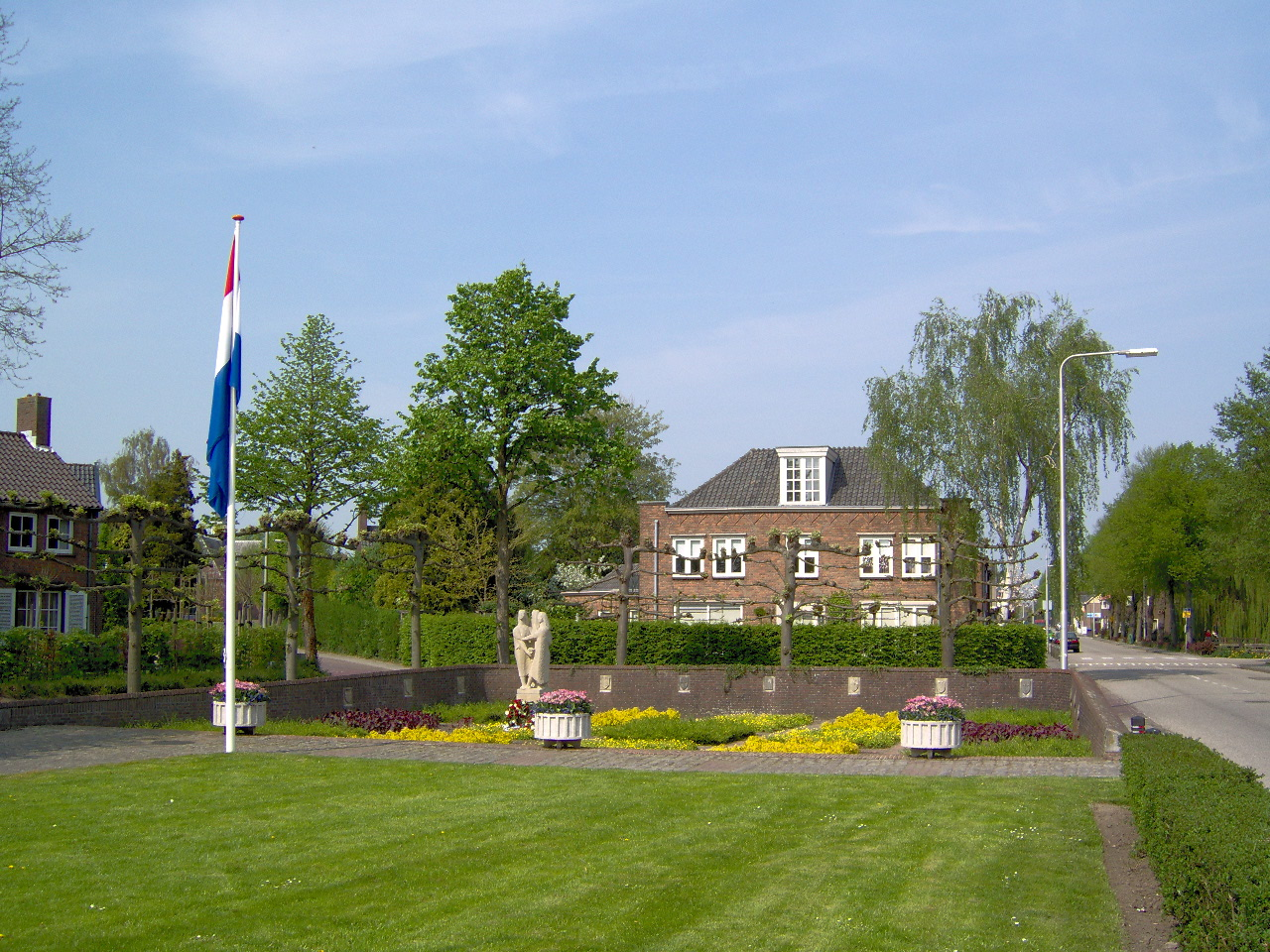
Oorlogsmonument (1956), Hedel